# Іслам в Албанії (1913–1944)
Іслам в Албанії (1913—1944) характеризувався зростаючою секуляризацією албанського суспільства, яка почалася з незалежності Албанії в 1912 році, впливаючи на албанське національне пробудження. У міжвоєнний період виникли нові місцеві мусульманські установи, такі як Мусульманська громада Албанії, яка розірвала зв'язки з Османським халіфатом і зосередила увагу на локалізації ісламу в Албанії. Албанська держава також відіграла значну роль у цьому процесі через втручання у релігійні справи та тиск на різноманітні інституції, підштовхуючи їх на прийняття реформ. Наприклад, жінкам було заборонено носити одяг, що закриває їхнє обличчя, і це пояснювалося необхідністю модернізації Албанії. Ці події спричинили напругу в мусульманському суспільстві між консерваторами та тими, хто вважав себе прогресистами, що спричинило дискусії та роздуми щодо майбутньої ролі ісламу в Албанії та албанській ідентичності. У міжвоєнну епоху в Албанії набув поширення суфізм, різні течії здобували нових прихильників, найбільша, бекташіанство, досягає розквіту.

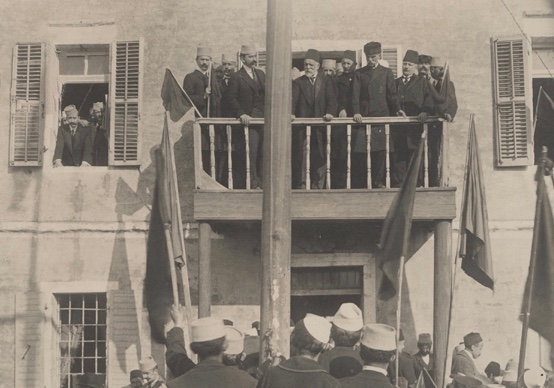
Ісмаїл Кемалі з мусульманськими священнослужителями в першу річницю сесії Асамблеї Вльори, яка проголосила незалежність Албанії

## Балканські війни та незалежність (1912–13)
Напередодні Балканських воєн, зважаючи на албанські повстання 1908 та 1912 років, османи не були впевнені, чи зможуть албанці-мусульмани захищати суверенітет держави, якщо вибухне війна з її православними балканськими сусідами. У жовтні 1912 р. болгарські, чорногорські, сербські та грецькі війська розпочали бойові дії з османами та вступили в райони, населені албанцями-мусульманами, які, крім деяких дезертирів через військові невдачі, перейшли на бік османів і в основному поводилися добре. Зрозумівши, що крах османського правління через військову поразку на Балканах неминучий, албанці під проводом Ісмаїла Кемалі оголосили незалежність від Османської імперії 28 листопада 1912 року у Вльорі. Основна мотивація до незалежності полягала в тому, щоб не допустити анексії земель албанців Грецією та Сербією, тоді як османський уряд молодотурків почував себе зрадженим цими діями, оскільки він вважав албанців спорідненим мусульманським народом. Із Великих держав Італія та Австро-Угорщина підтримали незалежність Албанії через побоювання, що Сербія з албанським узбережжям буде суперницькою силою в Адріатичному морі, особливо під впливом з боку своєї союзниці Росії.
Деякі великі держави негативно реагували на ідеї про включення до складу Албанії інших османських земель, населених албанцями, не лише через геополітичні інтереси, але і через побоювання, що вона буде єдиною державою у Європі з домінантним мусульманським населенням. Російсько-французькі пропозиції базувалися на баченні усіченої албанської держави, що складалась із земель центральної Албанії з переважно мусульманським населенням. Ці пропозиції також підтримували Сербія та Греція, які вважали, що тільки мусульмани можуть бути албанцями. Під час Балканських воєн (1912–13) серед православного населення на півдні Албанії виник рух за Північний Епір. Вони закликали до об'єднання з Грецією, а також виступали проти життя в Албанії під керівництвом албанців-мусульман. На півдні Албанії почалися бої між грецькими нерегулярними військами і албанськими мусульманами, які виступали проти цього руху. У період між 1912–13 та 1916 рр. Деякі райони південної Албанії тимчасово перебували під грецькою військовою адміністрацією, а мусульмани в цих районах підпадали під дію грецького законодавства. Наприклад, в 1913 році грецька адміністрація призначила муфтій в населених пунктах Пермет, Лібохова, Гірокастра, Дельвіни, Лесковік, Фрашер і Тепелєна, і всі отримували зарплату від уряду.

## Перша світова війна (1914—1918)
Після визнання незалежності Албанії та її тимчасових кордонів у 1913 р. Великі держави відправили до країни християнського німецького принца Вільгельма Відського в 1914 році. Через занепокоєння з приводу християнського монарха, в центральній Албанії спалахнуло невдале мусульманське повстання (1914 р.), яке прагнуло відновити османське правління, тоді як північна та південна Албанія віддалилися від цих подій. Під час першої світової війни північна, центральна та південно-центральна Албанія потрапили під австро-угорську окупацію. Результати перепису 1916-18, проведеного австро-угорською владою, показали, що мусульмани в регіонах Дібер, Люма і Гора складають більше 80 % населення. У західній частині регіону Шкодер та в горах на схід від озера були райони, що містили велике мусульманське населення. У центральній Албанії, в області від Мата до гирла річки Шкумбіні та Каваї, що охоплювала райони Тирани, Пекіна, Каваї та Ельбасану, населення було переважно мусульманським. У місті Берат мусульмани складали більшість населення з православною меншиною, тоді як на південь від Ельбасану мусульмани були відносною більшістю і жили поряд зі значним православним населенням. У регіоні Грамш мусульманами були всі, за винятком двох людей, а на півдні Пекіна були присутні лише мусульмани. Мусульмани також були більшістю населення в регіоні Малакастра, поряд з невеликою православною меншиною. Досвід Першої світової війни, занепокоєння щодо розподілу та втрати влади змусили албанське населення підтримувати албанський націоналізм та територіальну цілісність Албанії. У більшості албанців-сунітів і бекташів з'явилося розуміння того, що релігійні розбіжності потрібно відставити в бік для національної згуртованості. Відмова від панмусульманських зв'язків за кордоном розглядалася як забезпечення міжнародної підтримки незалежності, проте частина мусульманського албанського духовенства була проти відмови від зв'язків із мусульманським світом.

## Міжвоєнний період (1919—1939)
Через неоднорідний релігійний склад країни, політичне керівництво Албанії ніколи не запроваджувало офіційної релігії. На той час албанці-мусульмани складали близько 70 % від 800 000 населення, а Албанія була єдиною мусульманською країною в Європі. У колишніх османських районах Корчі та Гірокастра, що знаходяться на півдні Албанії, частка мусульманського населення зросла в 1923 р. до 109 000 в порівнянні з 114 000 православних, а в 1927 р. було вже 116 000 мусульман і 112 000 православних. Югославія та Греція в 1920-х роках офіційно стверджували, що Албанія відтворювала політику Туреччини і була ворожою до православних, греків та інших, і що мусульманська більшість переслідувала їх. Албанія спростовувала ці заяви про мусульмансько-християнський конфлікт і пояснювала напругу на Півдні з рухом за незалежну албанську православну церкву і його противниками, які хотіли залишитися під Патріархатом. Православні албанці взяли на себе задачу здійснити багато державних реформ, що було неможливо в Османській імперії через їхній статус, бажаючи віддалити Албанію від її османської мусульманської спадщини.

### Розрив з Османським халіфатом і початок реформ

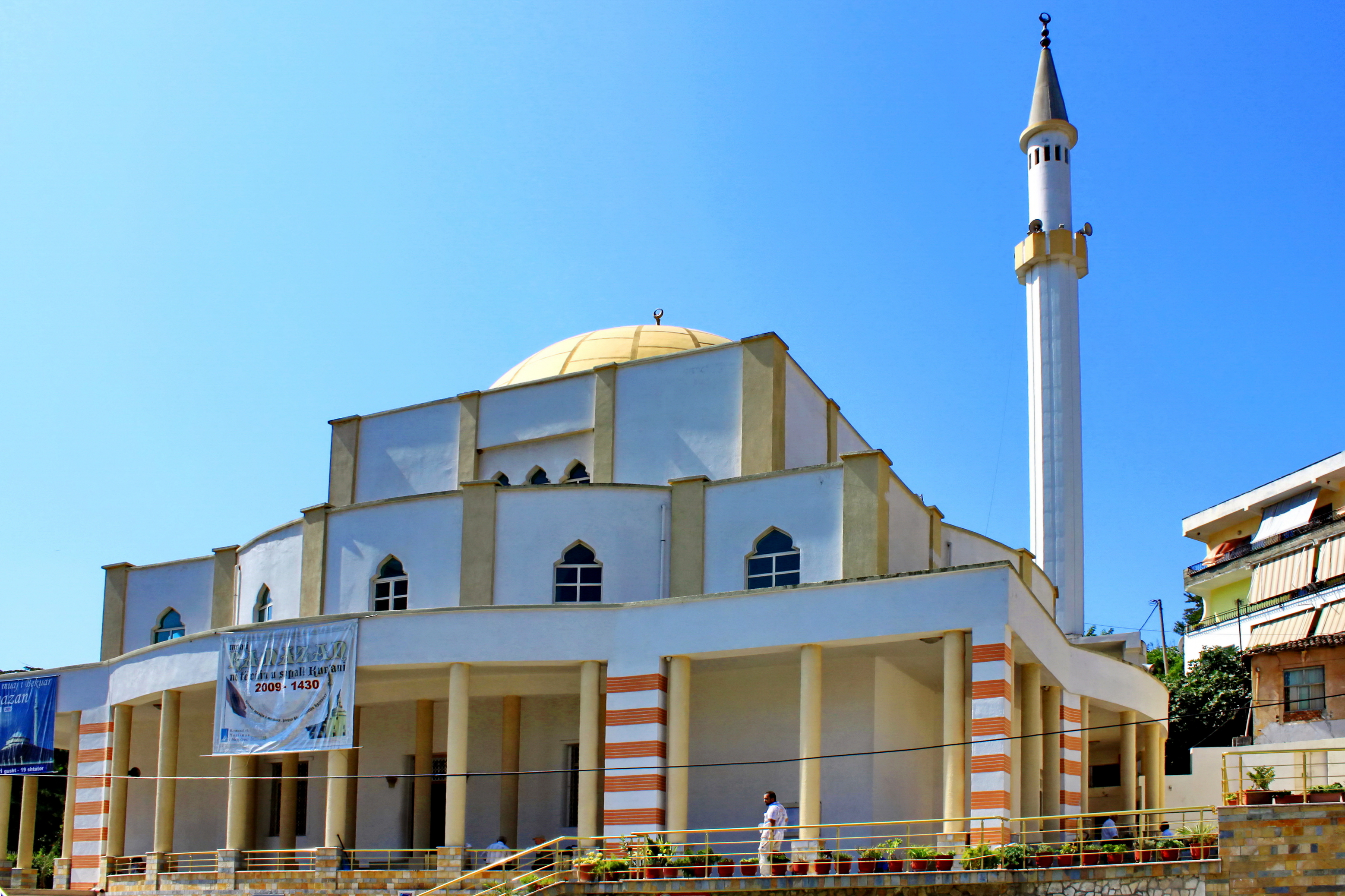
Велика мечеть у Дурресі (побудована в 1931 р.)

З 1920 по 1925 рр. Була призначена чотиричленна управлінська регентська рада з представниками чотирьох релігійних конфесій (сунітська, бекташі, католицька, православна). Албанські секуляристські еліти підштовхували до реформи ісламу, оскільки процес ісламських релігійних інституцій був націоналізований, а держава все більше нав'язувала їм свою волю. На першому Ісламському національному конгресі (1923 р.) критерієм для присутніх делегатів, було те, що бути священнослужителем неважливо, натомість віддавали перевагу патріотам з ліберальним світоглядом, а також делегатам, які обиралися державою. На з'їзді були присутні представники уряду. Після урядової програми реформ албанський ісламський конгрес у Тирані вирішив обміркувати та реформувати деякі традиційні ісламські практики, прийняті в османський період, з обґрунтуванням, що це дасть можливість албанському суспільству процвітати. Конгрес ухвалив рішення про розрив з Османським халіфатом та встановлення місцевих мусульманських структур, лояльних до Албанії, постановив заборону на полігамію (більшість мусульманського албанського населення була моногамною) та обов'язкове носіння хіджабу жінками на публіці. Також була реалізована нова форма молитви (стоячи замість традиційного ритуалу саляту). Як і на з'їзді, поведінка мусульманських священнослужителів у міжвоєнний період контролювалася державою, яка часом їх призначала та звільняла з посади за бажанням.

### Втручання держави, реформи та напруженість

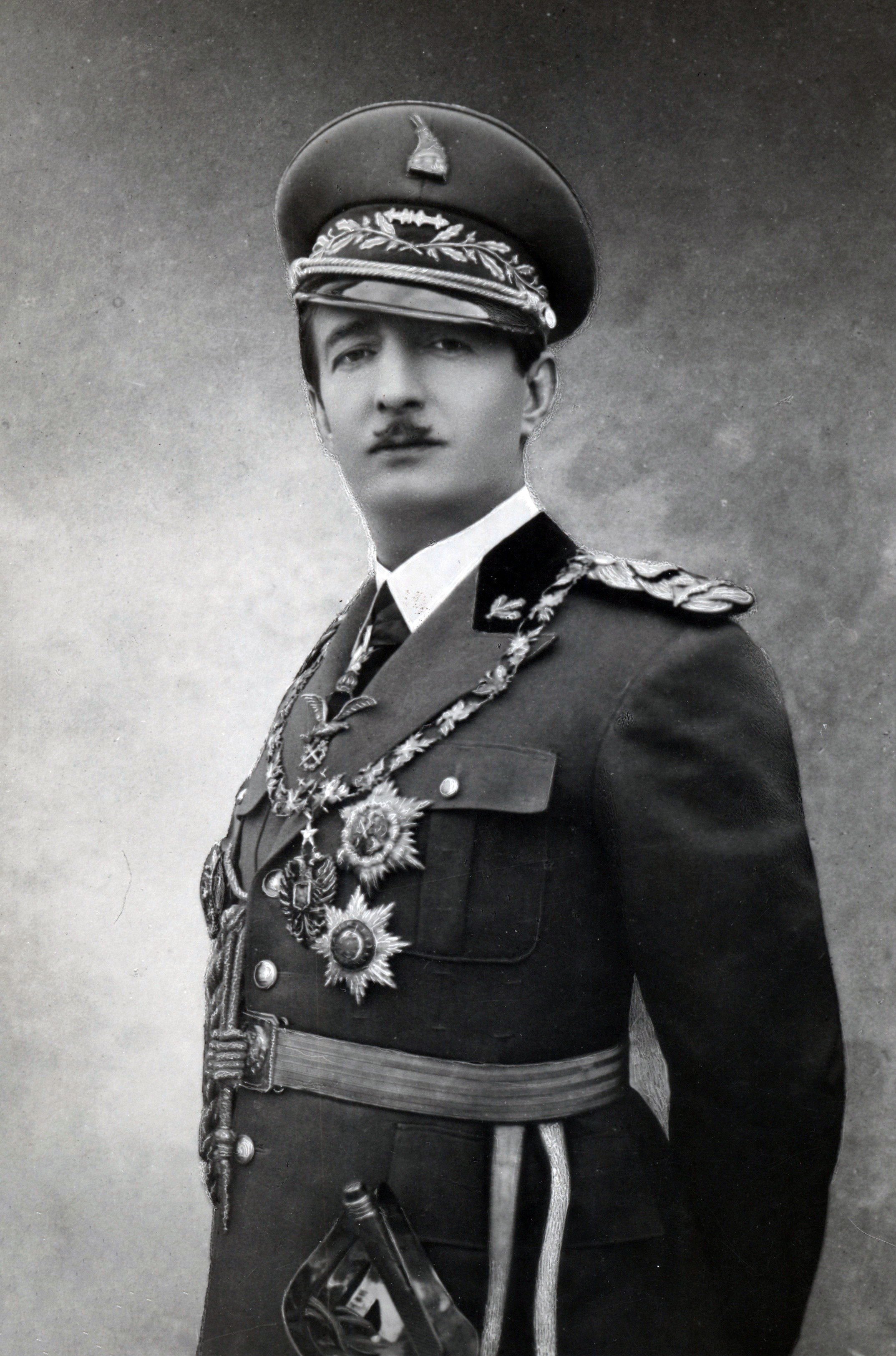
Прем'єр-міністр, згодом король Ахмет Зог I (1895—1961)

У 1925 р. Ахмед Зог, політик з видатної албанської мусульманської родини, став президентом Албанії, а в 1929 р. оголосив себе королем. В епоху зогізма парламентське представництво розподілялося відповідно до чисельності релігійних громад Албанії. Режим тривав до усунення Зога під час вторгнення Італії в 1939 р. Впродовж цього часу він здійснив низку модернізаційних заходів, спрямованих на подальше обмеження впливу ісламу в Албанії та віддалення від спадщини періоду османів. Серед них — скасування шаріату та впровадження західного закону, що змусило мусульман в Албанії перейти під контроль влади. Коран був перекладений на албанську і піддавався критиці за його неточності. Посилення втручання з боку ісламських інституцій призвело до того, що мусульманські священнослужителі в 1926 році звинуватили уряд у пропагандистській кампанії проти нової медресе у Шкодері, нової організації джемаата (Ісламського співтовариства) та її фінансів. Священнослужителі, які вийшли за межі державного нагляду і без дозволу виголошували проповіді в мечетях, отримували По мірі того, як стосунки з мусульманською ієрархією та державними службовцями стали тісними, ісламські установи були використані державою для здійснення соціального контролю, зміцнення національної єдності, заохочення батьків відправляти дітей до школи та запобігання розповсюдження комуністичних ідей. До 1929 р. з централізацією та реформуванням ісламських інституцій держава фінансувала значну частину бюджету ісламської громади, і медресе було закрито, залишилася одна в Тирані під назвою Medreseja e Naltë для підготовки священнослужителів по-новому.
Ближче до 1930-х років інтелектуальні тенденції щодо традицій та сучасності розділили албанців-мусульман на три групи. Старійшини (Të vjetër) віддавали перевагу ісламу; Молоді (Të rinjtë), не схвалювали релігії, зокрема іслам, та нео-албанці (Neoshqiptarët), які наголошували на албанській культурі, виступали проти релігійного сектантства, але не релігії, і віддавали перевагу бекташизму через його зв'язки з албанським націоналізмом. Мусульманські албанці чинили опір багатьом із цих змін щодо реструктуризації своїх ісламських комітетів, пропагували дават або проповідування ісламу для немусульманських албанців під ризиками переслідування, в той час як їх організація зазнала вдосконалень. Були також побудовані нові мечеті, такі як Велика мечеть у Дурресі, а Ісламський інститут у Тирані в 1936 році вміщав до 240 студентів. Після тривалих дискусій серед албанських еліт у міжвоєнну епоху та посилення обмежень, носіння хіджабу було повністю заборонено в 1937 році законодавством Зога. Через те, що деякі албанські мусульмани навчалися чи служили на колишніх близькосхідних османських територіях, таких як Туреччина, Єгипет, протягом міжвоєнного періоду вони підтримували старі і відкривали нові освітні та літературні зв'язки із мусульманським світом, навіть з Британською Індією. В цьому полягало їхнє бажання створити корпус ісламської літератури албанською мовою, яка була недавно кодифікована, для того, щоб іслам був більш доступним для людей. У міжвоєнний період католики розглядали центральну албанську владу як мусульманську, а православні вважали, що в політичному контексті вони підпорядковуються мусульманам.

### Суфізм та суфійський орден

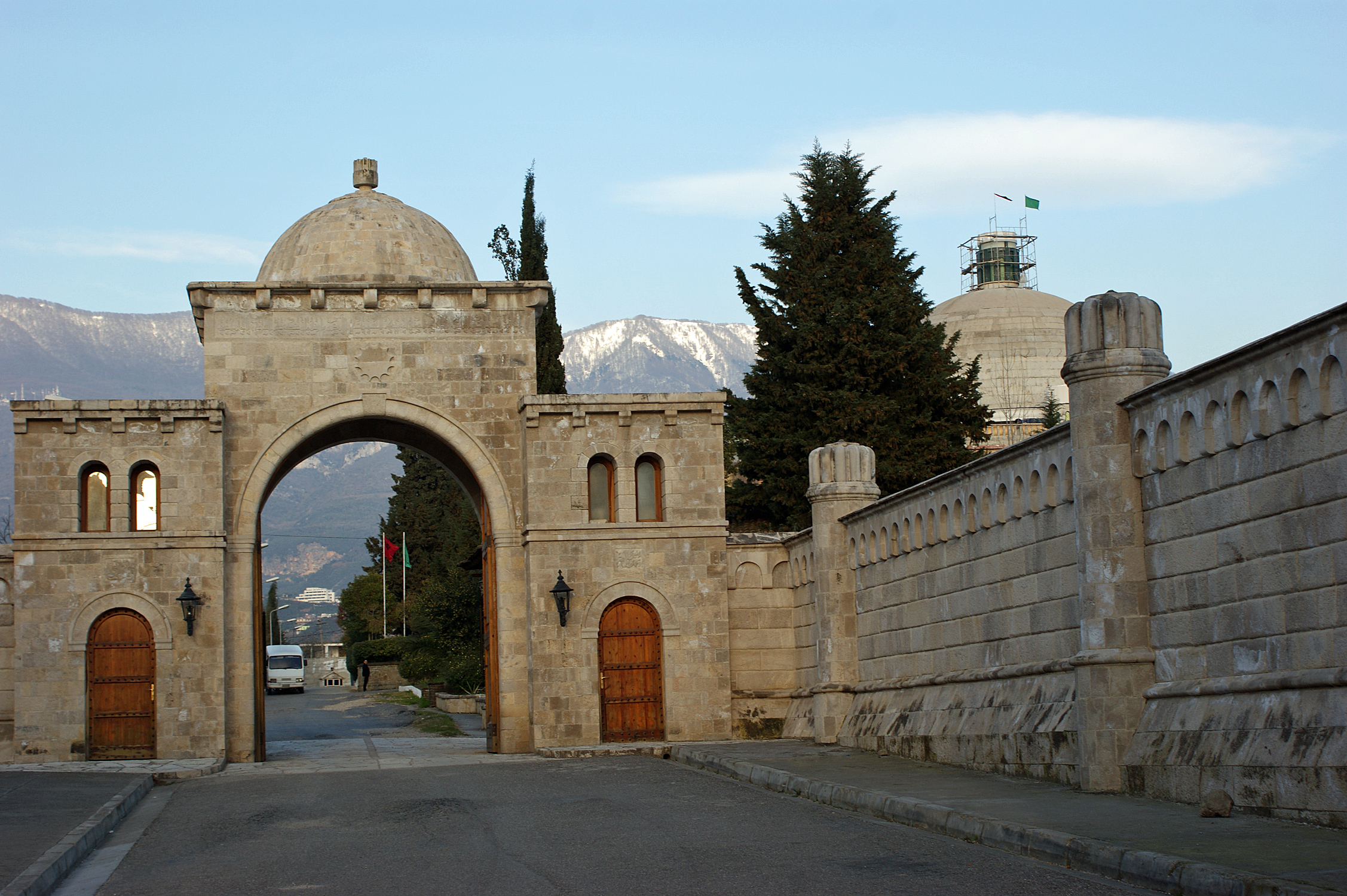
Головна штаб-квартира спільноти Бекташі в Тирані, Албанія.

Протягом міжвоєнного періоду албанська інтелектуальна еліта часто підривала і знецінювала сунітський іслам, тоді як суфізм та його різні течії переживали важливий період багатообіцяючого зростання. Після здобуття незалежності зв'язки серед широкої суфійської громади бекташі на колишніх османських землях погіршилися. Бекташіанський орден в 1922 році на зборах 500 делегатів відмовився від зв'язків з Туреччиною. У 1925 році орден Бекташі, штаб-квартира якого знаходилась в Туреччині, переїхала до Тирани, щоб уникнути секулярних реформ Ататюрка. Албанія стала центром бекташизму. В країни було 260 текій. Орден Бекташі в 1929 р. розірвав зв'язки із суннізмом, і до 1937 р. їхні прихильники складали близько 27 % мусульманського населення Албанії. Крім бекташі, в Албанії в міжвоєнний час були й інші основні суфійські ордени. Халвети в міжвоєнний період брали участь у прозелітизації, а також відкривали нові теки в Лесковику та Корчі. Кадірі, в основному розташовані в міських районах, та руфаї розповсюджували свій порядок тарикат по всій Албанії, засновуючи нові теки. Близько 1936 р., із окремих суфійських організацій та ліг різних орденів, албанська мусульманська влада створила об'єднання під назвою Drita Hyjnore (Божественне Світло) з метою реорганізації та кращої координації діяльності чотирьох орденів. Ромська меншина в міжвоєнний період мала свої мечеті в Шкодері та Корчі, а в 1923 році збудувала нову мечеть у Дурресі. Деякі роми приєдналися до ордену Бекташі.

## Друга світова війна (1939–45)

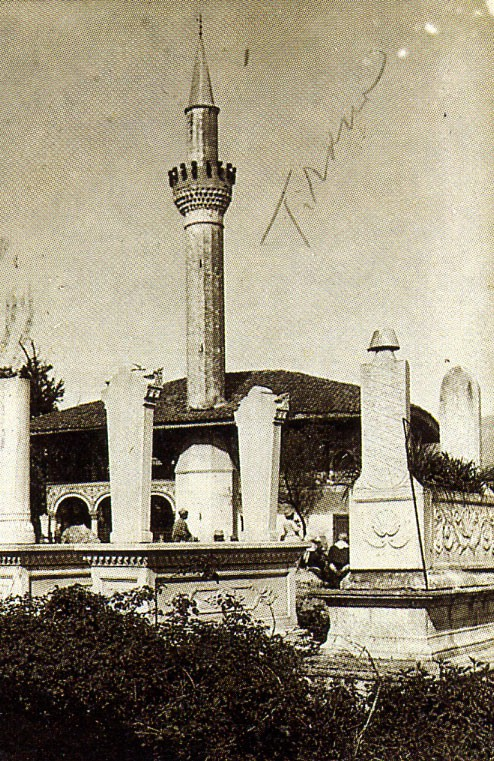
Колишня мечеть Сулеймана-паші в Тирані зруйнована під час Другої світової війни та її мінарет до 1967 року

7 квітня 1939 р. Італія на чолі з Беніто Муссоліні після тривалих інтересів та всебічної сфери впливу в міжвоєнний період вторглася в Албанію. Албанці-мусульмани були залучені до початкового опору італійцям, як майор Абаз Купі, який з мізерним запасом зброї керував албанськими силами, а згодом чинив опір з гір північної Албанії, коли король Зог втік за кордон. Італійці створили місцевий колабораціоністський уряд, і деякі його члени походили з мусульманського населення, як прем'єр-міністр Шефкет Верлачі. Кордони Албанії були розширені та охопили сучасну західну Македонію, західну та центральну частину Косово, частини південно-західної Чорногорії, де містилося велике мусульманське албанськке населення, та частину регіону Санджак, в якому в основному було слов'янське мусульманське населення. Завдяки тому, що Зог створив послідовне керівництво всіма релігійними групами, сили Осі майже не мали проблем з цим. Італійці намагалися завоювати симпатії албанських мусульман, запропонувавши побудувати велику мечеть у Римі, хоча Ватикан виступив проти цього, і зрештою нічого не вийшло. Італійські окупанти також намагалися це зробити, підвищуючи заробітну плату. Зять Муссоліні граф Чано також змінив керівництво мусульманської громади сунітів, яка визнала італійський режим в Албанії духовенством, що відповідало італійським інтересам, на легко контрольовану організацію «Мусульманський комітет». Фішер зазначає, що «мусульманська громада в цілому сприйняла цю зміну з невеликою скаргою», тоді як більшість орденів Бекташі та їх керівництва були проти італійської окупації і залишалися опозиційною групою. Фішер підозрює, що врешті-решт італійці втомилися від опозиції ордену Бекташі, і його голову Ніяза Деда вбили. За винятком бекташів, італійці виділяли гроші на бюджети трьох інших релігійних громад за час свого перебування в Албанії.

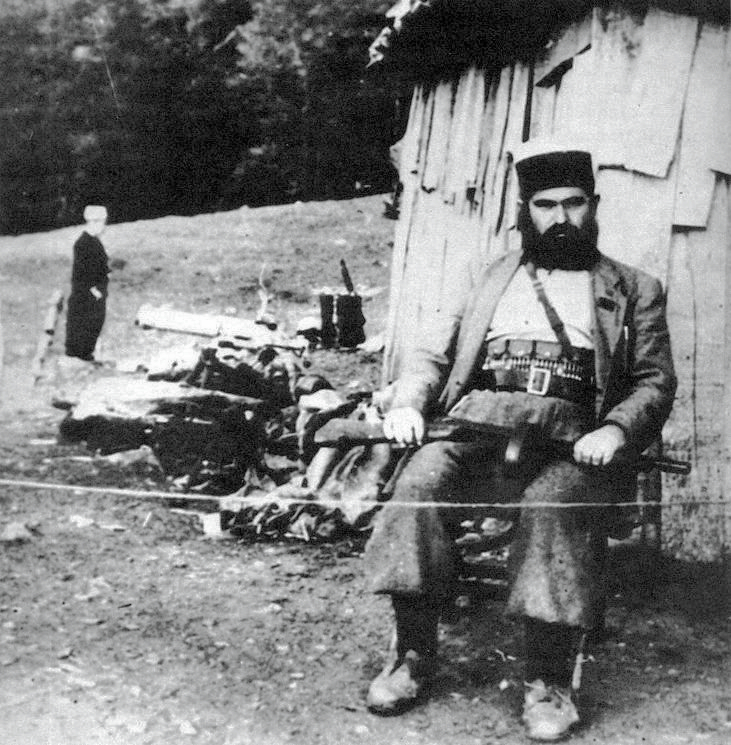
Баба Фая Мартанеші в 1944 році

В Албанії виникли дві основні опозиційні сили, які боролися проти окупації країни силами Осі. Першою була організація Баллі Комбетар — албанський націоналістичний та антикомуністичний рух, який прагнув об'єднати албанські землі в одну державу. Вона воювала проти італійців, хоча, переймаючись через комуністичний підйом, врешті почала співпрацювати з німцями. Деякі видатні члени руху були мусульманами, такі як Алі Келцюра та прем'єр-міністр Мідхат Фрашері. Албанський комуністичний рух опору виник на півдні Албанії, албанські мусульмани були представлені серед його лідерів також: Мустафа Джініші, Енвер Ходжа, Мехмет Шеху та інші. Незалежні чети (çetas) чи групи, відокремлені від основних албанських сил опору, також існували та очолені мусульманами, такими як Мюслім Пеза та бекташі Баба Фая Мартанеші, котрі пізніше почали співпрацювати з комуністами та Мухарем Байрактарі з Баллі Комбетар. Спроба об'єднати дві основні групи опору Мукською угодою (1943 р.) зазнала невдачі, і затяжний конфлікт, в якій албанські комуністи переважали над Баллі Комбетар, продовжився до кінця війни.

### Цитування
1. ↑  Karpat, 2001.
2. ↑  Gawrych, 2006.
3. ↑  Vickers, 2011.
4. ↑  Tanner, 2014.
5. ↑  Despot, 2012.
6. ↑  Kronenbitter, 2006.
7. ↑  Jelavich, 1983.
8. ↑  Guy, 2007.
9. ↑  Volkan, 2004.
10. ↑  Guy, 2007. «Benckendorff, on the other hand, proposed only a truncated coastal strip to form a central Muslim dominated Albania, in accordance with the common view amongst Slavs, and also Greeks, that only Muslims could be considered Albanian (and not even Muslims necessarily).»
11. ↑  Skendi, 1967a. «The political thinking of the Orthodox Albanians was divided into two categories. Those who lived in Albania were dominated by Greek influence. The majority of them- especially the notables-desired union with Greece. The Orthodox Christians in general had an intense hated of Ottoman rule. Although this feeling was shared by their co-religionists who lived in the colonies abroad, their political thinking was different.»
12. ↑  Winnifrith, 2002."It is true that most of its inhabitants, though not all, spoke Albanian rather than Greek as their first language at home, and it is clear that it was the factor which principally influenced the Boundary Commission. On the other hand Greeks naturally made much of this fact, and it is true that in Northern Epirus loyalty to an Albania with a variety of Muslim leaders competing in anarchy cannot have been strong."
13. ↑  Kokolakis, 2003.
14. ↑  Smith, 2006. «When the Greek army withdrew from Northern Epirot territories in accordance with the ruling of the Powers, a fierce struggle broke out between Muslim Albanians and Greek irregulars.»
15. ↑  Tsitselikis, 2012."Parts of Southern Albania today (Northern Epirus and Korytsa/Korcë) were under temporary Greek military administration in 1913—1914 and 1916 where Greek law on Muslims was also applicable".
16. ↑  Tsitselikis, 2012.
17. ↑  Vickers, 2011.
18. ↑  Brisku, 2013.
19. ↑  Odile, 1990.
20. ↑  Psomas, 2008.
21. ↑  Lederer, 1994. «Most Muslims and Bektashis understood that religious differences had to be played down in the name of common ethnicity and that pan-Islamic ideas had to be rejected and fought, even if some so-called 'fanatical' (Sunni) Muslim leaders in Shkoder and elsewhere preferred solidarity with the rest of the Islamic world. Such an attitude was not conducive to Albanian independence to which the international situation was favourable in 1912 and even after World War I.»
22. 1 2 3  Clayer, 2014a.
23. ↑  Stoppel, 2001."In den südlichen Landesteilen hielten sich Muslime und Orthodoxe stets in etwa die Waage: So standen sich zB 1908 in den Bezirken (damals türkischen Sandschaks) Korca und Gjirokastro 95.000 Muslime und 128.000 Orthodoxe gegenüber, während 1923 das Verhältnis 109.000 zu 114.000 und 1927 116.000 zu 112.000 betrug. [In the southern parts of the country, Muslims and Orthodox were broadly always balanced: Thus, for example in 1908 were in the districts (then Turkish Sanjaks) Korçë and Gjirokastër 95,000 Muslims and in contrast to 128,000 Orthodox, while in 1923 the ratio of 109,000 to 114,000 and 1927 116,000 to 112,000 it had amounted too.]"
24. ↑  Austin, 2012. «A cornerstone of Greek policy, an approach also employed by the Yugoslavs, was to encourage religious differences in Albania and stress that Albania was a little 'Turkey' hostile to Orthodox Greeks. To popularize the idea of two Albanian states, one Moslem, the other Christian, throughout the early 1920s Greece continually complained that Albania's majority Moslem population was actively persecuting the Orthodox minority. Albania denied this, stressed its well— documented legacy of religious tolerance, and added that while there was tension in the southern perimeter of the country, it was not between Muslims and Christians, but rather a rift had emerged because of the movement to create an autocephalous Albanian Orthodox Church and some citizens wished to remain under the Patriarchate.»
25. ↑  Babuna, 2004. «The Orthodox Albanians carried out the most energetic reforms. They wanted to move Albania away from its Muslim, Turkish past in which the Christians were the peasants and constituted the underclass.»
26. 1 2 3  Clayer, 2003.
27. 1 2 3  Babuna, 2004.
28. ↑  Vickers, 2011.
29. ↑  Albania dispatch [Архівовано 16 липня 2007 у Wayback Machine.], Time magazine, April 14, 1923
30. 1 2 3  Ezzati, 2002.
31. ↑  Welton та Brisku, 2007.
32. ↑  Lederer, 1994.
33. ↑  Babuna, 2004.
34. ↑  Clayer, 2014a.
35. ↑  Pavlowitch, 2014.
36. ↑  Doja, 2006.
37. ↑  Young, 1999.
38. ↑  Ramet, 1989.
39. ↑  Clayer, 2007.
40. ↑  De Soto, Beddies та Gedeshi, 2005.
41. ↑  Fischer, 1999.
42. ↑  Fischer, 1999.
43. ↑  Fischer, 1999.
44. ↑  Fischer, 1999.
45. ↑  Fischer, 1999.
46. ↑  Fischer, 1999.
47. ↑  Fischer, 1999.
48. ↑  Fischer, 1999.